# Puccinia behenis
Puccinia behenis är en svampart som beskrevs av G.H. Otth 1871. Puccinia behenis ingår i släktet Puccinia och familjen Pucciniaceae.   Inga underarter finns listade i Catalogue of Life.